# Pholeomyia decorior
Pholeomyia decorior is een vliegensoort uit de familie van de Milichiidae. De wetenschappelijke naam van de soort is voor het eerst geldig gepubliceerd in 1943 door Steyskal.